# تاريخ ألمانيا الشرقية

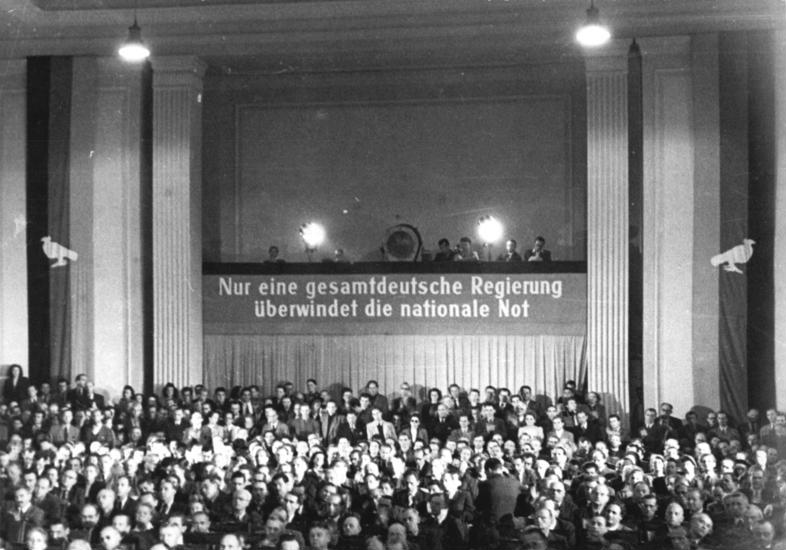
ألمانيون في الاجتماع سنة 1949م.

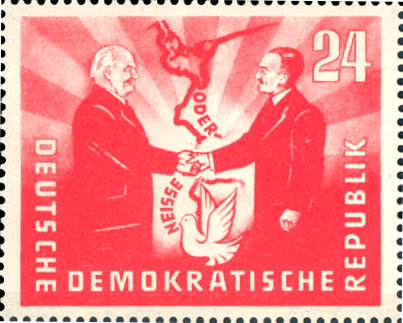
ملصق بريدي من ألمانيا الشرقية حول تطبيع العلاقات بين ألمانيا الشرقية وبولندا.

تاريخ ألمانيا الشرقية (بالألمانية: Geschichte der Deutschen Demokratischen Republik)، أسست ألمانيا الشرقية سنة 1949م، والتي كانت حليفة للاتحاد السوفيتي المنحلة كونها العضو لحلف وارسو، وشهدت ألمانيا الشرقية العديد من الأحداث الداخلية، ومن بينها جدار برلين وهيمنة الحزب الشيوعي الألماني على الحكم، ومن أهم محافظات ألمانيا الشرقية مكلنبورغ-فوربومرن ، براندنبورغ ، برلين (باستثناء برلين الغربية )، وساكسن ، وساكسن أنهالت ، وتورينغن.
أنتهت دولة ألمانيا الشرقية سنة 1990م بعد اندماجها مع ألمانيا الغربية، وبإشراف مباشر من الدول التي أحتلت ألمانيا، وهي الولايات المتحدة والاتحاد السوفيتي والمملكة المتحدة وفرنسا.